# Pyramidecelle
Pyramidecelle eller pyramideneuron er en type multipolær neuron fundet i områder af hjernen herunder det cerebrale cortex, samt i hippocampus og amygdala. Pyramideneuroner er de primære exciteringsenheder i det præfrontale cortex og i corticospinalkanalen hos pattedyr. Pyramideneuroner er også en af to celletyper, hvor det karakteristiske tegn, Negri-legemer, findes i post mortem-rabiesinfektion. Pyramidale neuroner blev først opdaget og studeret af Santiago Ramón y Cajal Siden da har undersøgelser om pyramideneuroner fokuseret på emner lige fra neuroplasticitet til kognition.

## Struktur
- Pyramideneuron visualiseret af grønt fluorescent protein (gfp)
- En pyramidecelle i hippocampus

En af de vigtigste strukturelle træk ved pyramideneuronet er den koniske formede soma eller cellekrop, efter hvilken neuronen er navngivet. Andre vigtige strukturelle egenskaber i pyramidecellen er en enkelt akson, en stor apikal dendrit flere basale dendritter og tilstedeværelsen af dendritiske rygsøjler.